# Sara Toffolo
Sara Toffolo (Venezia, 25 settembre 2000) è una cestista italiana.

## Carriera

### Nazionale
Nel 2019 ha vinto la medaglia d'oro all'Europeo Under-20, disputato in Repubblica Ceca.